# Victor Despagnat
Victor Despagnat, né le 26 mai 1866 dans le 17e arrondissement de Paris et mort le 21 septembre 1901 à Banize, est un peintre post-impressionniste français.

## Biographie
Victor Despagnat est l'élève de Tony Robert-Fleury et de Jules Lefebvre. Sociétaire des Artistes français, il figure au Salon de cette société.